# Westinghouse J40
El Westinghouse J40 iba a ser un motor turborreactor con postcombustión de alto rendimiento estadounidense. Fue propuesto por Bureau of Aeronautics a principios de 1946 para propulsar varios aviones de caza, con un empuje de 33 kN (7500 lbf) a nivel del mar en condiciones estáticas, pero una versión más potente con 11.000 lbf de empuje creada para el avión F3H Demon resultó ser un fracaso. Después de un programa de desarrollo problemático y con retrasos, una serie de fallos en servicio provocaron pérdidas de aeronaves y pilotos, lo que hizo que se retiraran de inmediato todos los aviones Demon propulsados por motores J40 y se cancelara el proyecto del J40 en el año 1955. 